# Valério Villareale
Valério Villareale (Palermo, 1773 - 1854) foi um escultor do Neoclassicismo italiano.
Formado em Palermo no ateliê de um tio modelador de estatuetas, Valério Villareale foi apresentado a Ferdinando IV de Bourbon, que o conduziu a Nápoles no ano de 1794 e depois o enviou a Roma. Durante a estada napolitana executou, entre outros trabalhos, a estátua do rei e da rainha Maria Carolina com baixos-relevos comemorativos e o retrato do grão-duque Leopoldo, príncipe de Salerno.
Em Roma, Villareale estudou sob a direção de Antonio Canova, e certamente foi influenciado por obras realizadas pelo escultor vêneto para a capital meridional, como o grupo Adônis e Vênus, esculpido para o marquês Bério em 1795. A influência de Canova é marcante em sua primeira obra inteiramente executada por Villareale, Perseu Decepando Medusa, feita por encomenda do nobre inglês Lord Brudel. Com a expulsão de Ferdinando de Bourbon pelas tropas napoleônicas, Villareale põe-se a serviço de Gioacchino Murat e de sua esposa Carolina Bonaparte, executando os seus retratos em bustos e uma série de baixos-relevos em estuque, com temas homéricos e alegóricos, na Reggia de Caserta.
Em 1815, Villareale retornou a Palermo, onde abriu uma escola livre de escultura. Na capital siciliana, ligou-se a letrados de orientação católica-liberal, como Giuseppe Meli e Agostino Gallo. Esculpiu, entre outros, dois grandes baixos-relevos em mármore para a catedral, representando o Transporte dos Ossos de Santa Rosália, Santa Rosália Intercede junto a Cristo e Libera Palermo da Peste, a Bacante Adormecida (Museu de Arte de São Paulo), os bustos de Pietro Novelli e Michele Monti e o sepulcro de Giuseppe Meli na igreja de San Domenico, a Psiquê (Universidade de Palermo), uma Bacante que Dança e uma Ariadne Abandonada (em museus da cidade).
Villareale também participou na restauração do monumento ao rei da Espanha Filipe V e dos trabalhos arqueológicos em Siracusa. As fontes documentais recordam ainda sua atividade como pintor e como desenhista de camafeus. Teria fornecido, também, o desenho preparatório para o mosaico no piso do átrio da capela Palatina em Palermo, realizado por Casamassima.